# Silchar Airport
Silchar Airport är en flygplats i Indien.   Den ligger i distriktet Cāchār och delstaten Assam, i den östra delen av landet, 1 600 km öster om huvudstaden New Delhi. Silchar Airport ligger 105 meter över havet.
Terrängen runt Silchar Airport är platt åt sydost, men åt nordväst är den kuperad. Terrängen runt Silchar Airport sluttar söderut. Runt Silchar Airport är det tätbefolkat, med 276 invånare per kvadratkilometer. Närmaste större samhälle är Lakhipur, 13,7 km söder om Silchar Airport. Omgivningarna runt Silchar Airport är en mosaik av jordbruksmark och naturlig växtlighet.